# 李グウ
李 鍝（り ぐう、イ・ウ、ハングル: 이 우、1912年11月15日 - 1945年8月7日）は、李王家の一族で、日本の公族。陸軍大学校卒。広島へ投下された原爆の爆心地から710ｍの地点で被爆、翌日に逝去した。
父は大韓帝国皇帝高宗の五男・李堈。母は側妾の金興仁。純宗、李王垠の甥に当たり、李鍵（桃山虔一）は異母兄、李海瑗は異母妹、李錫は異母弟、李源は甥。初名は成吉、雅号は念石・尚雲。

## 生涯
日本領朝鮮京畿道京城府沙洞宮に生まれる。幼少期は鐘路小学校尋常科に通学し、運動が好きで活発な少年だった。そして、ことのほか馬術を愛好していた。
1917年に興宣大院君の孫（父・李堈の従兄）で、父李熹から公位を継承していた李埈公が急逝した。そのため5歳の時に養子となり、雲峴宮の第4代宗主と公位を継承、薨去まで「李鍝公殿下」と呼ばれるようになる。
1922年（大正11年）に内地へ渡って学習院初等科に入学。1925年（大正14年）9月、居所を東京府豊多摩郡渋谷町下渋谷常磐松（後の常磐松町）に移転。その後陸軍中央幼年学校に入学。在学中は、幼少からの婚約者朴賛珠（朝鮮貴族朴泳孝侯爵の孫娘）から送られた手紙を、同期生が奪い取って読もうとした逸話が残っている。1933年（昭和8年）に陸軍士官学校（45期）を卒業し、野戦重砲兵科に進んだ。この間、1932年（昭和7年）に成年を迎え、篠田治策の後見から外れる。
1935年（昭和10年）5月3日、朴賛珠と結婚する。妃賛珠との間に二男（李淸、李淙）を儲けた。
1941年（昭和16年）に陸軍大学校（54期）を卒業した。
1945年8月6日、広島に置かれた第二総軍の教育参謀（陸軍中佐）であった李鍝は、馬に乗って司令部への出勤途中、福屋百貨店（爆心地から710m）付近で広島市への原子爆弾投下に被爆した。鍝は被爆後もそのまま西方へ馬を飛ばしたが、最終的に力尽きて本川橋西詰（橋桁の下とも）で抜いたサーベルを手にしたままうずくまっていた。そこを同日夕刻に捜索隊に発見され、ただちに市内似島の病院に収容された。翌7日午前5時5分に死亡した。公位は嫡男の李清が継承した。『官報』には、その死を「広島ニテ作戦任務御遂行中空爆ニヨリ御負傷同七日戦死セラレタリ」としている。
御附武官の吉成弘中佐は、本来なら鍝に同行しているところ、偶然水虫のため一足早く第二総軍司令部に出勤し、そこで鍝を待っていたため、被爆死を免れた。しかし副官として自責の念に駆られ、鍝の死の直後にピストルで自決した。病床に就ききりでいた吉成を、瀕死の鍝は「お前の方は、体は大丈夫か」と気遣ったと言う。死後、鍝は陸軍大佐に昇進した。亡骸は11日までに輸送機で朝鮮京城府鐘路区雲泥町の李鍝公邸に帰着した。昭和天皇・香淳皇后・皇太后は弔問のため使者を李鍝公邸に派遣した。8月15日、京城の京城運動場で葬儀が行われ、墓所は京畿道楊州郡和道而倉峴里（現楊州市）とされた。

## 慰霊碑の位置を巡る論争と南北対立
原爆で死亡した朝鮮人を悼み、韓国人原爆犠牲者慰霊碑が1970年4月10日に建設された。慰霊碑の場所は当時の広島市が平和記念公園内へのモニュメントの新設を認めていなかったため、李鍝が発見された本川橋の西詰めに建立された。しかし1980年代以降、「（慰霊碑が平和記念公園の外に設置されているのは）差別のため」とする誤解が生じ、慰霊碑を管理していた在日本大韓民国民団（民団）などの運動により1999年、平和記念公園内（慈仙寺跡地付近）へ移設された。
また、碑文を巡っては朝鮮半島分断を背景とした論争もあり、ハンギョレ21の報道によると民団側が「韓国」表記を主張したのに対し、在日本朝鮮人総聯合会（総連）側がこれを頑なに拒否した。慰霊碑の移設に際して「南北統一碑」とする案もあったが、文言などの調整がつかなかった。

## 栄典
- 1928年（昭和3年）11月10日 - 大礼記念章[17]
- 1933年（昭和8年）10月20日  - 勲一等旭日桐花大綬章[18]
- 1940年（昭和15年）8月15日 - 紀元二千六百年祝典記念章[19]
- 1943年（昭和18年）11月7日  - 大勲位菊花大綬章[20]